# Olympische Sommerspiele 2024/Teilnehmer (Amerikanische Jungferninseln)
| Gelbes Symbol für Goldmedaillen mit stilisierten Olympischen Ringen | Graues Symbol für Silbermedaillen mit stilisierten Olympischen Ringen | Braundes Symbol für Bronzemedaillen mit stilisierten Olympischen Ringen |
| ------------------------------------------------------------------- | --------------------------------------------------------------------- | ----------------------------------------------------------------------- |
| —                                                                   | —                                                                     | —                                                                       |

Die Amerikanischen Jungferninseln nahmen an den Olympischen Spielen 2024 vom 26. Juli bis zum 11. August 2024 in Paris teil. Es war die insgesamt 14. Teilnahme an Olympischen Sommerspielen.

## Teilnehmer nach Sportarten

### Bogenschießen
Bei den Panamerikanischen Meisterschaften 2024 in Medellín gewann man einen Startplatz für den Einzelwettbewerb der Männer.
| Athleten         | Wettbewerb | Qualifikation | Qualifikation | 1. Runde | 1. Runde | 2. Runde      | 2. Runde      | Achtelfinale  | Achtelfinale  | Viertelfinale | Viertelfinale | Halbfinale    | Halbfinale    | Finale / Platz 3 | Finale / Platz 3 | Rang |
| Athleten         | Wettbewerb | Ringe         | Rang          | Gegner   | Ergebnis | Gegner        | Ergebnis      | Gegner        | Ergebnis      | Gegner        | Ergebnis      | Gegner        | Ergebnis      | Gegner           | Ergebnis         | Rang |
| ---------------- | ---------- | ------------- | ------------- | -------- | -------- | ------------- | ------------- | ------------- | ------------- | ------------- | ------------- | ------------- | ------------- | ---------------- | ---------------- | ---- |
| Männer           |            |               |               |          |          |               |               |               |               |               |               |               |               |                  |                  |      |
| Nicholas D’Amour | Einzel     | 673           | 16            | F. Saito | 4:6      | ausgeschieden | ausgeschieden | ausgeschieden | ausgeschieden | ausgeschieden | ausgeschieden | ausgeschieden | ausgeschieden | ausgeschieden    | ausgeschieden    | =33  |

### Fechten
Durch seinen Sieg beim amerikanischen Qualifikationsturnier in San José erhielt Kruz Schembri einen Startplatz für das Florettfechten der Männer.
| Athleten      | Wettbewerb     | 1. Runde   | 1. Runde | 2. Runde      | 2. Runde      | Achtelfinale  | Achtelfinale  | Viertelfinale | Viertelfinale | Halbfinale / Klassifikation | Halbfinale / Klassifikation | Finale / Platzierung | Finale / Platzierung | Rang |
| Athleten      | Wettbewerb     | Gegner     | Ergebnis | Gegner        | Ergebnis      | Gegner        | Ergebnis      | Gegner        | Ergebnis      | Gegner                      | Ergebnis                    | Gegner               | Ergebnis             | Rang |
| ------------- | -------------- | ---------- | -------- | ------------- | ------------- | ------------- | ------------- | ------------- | ------------- | --------------------------- | --------------------------- | -------------------- | -------------------- | ---- |
| Männer        |                |            |          |               |               |               |               |               |               |                             |                             |                      |                      |      |
| Kruz Schembri | Florett Einzel | B. Broszus | 8:15     | ausgeschieden | ausgeschieden | ausgeschieden | ausgeschieden | ausgeschieden | ausgeschieden | ausgeschieden               | ausgeschieden               | ausgeschieden        | ausgeschieden        | 35   |

### Leichtathletik
Kein Leichtathlet von den Amerikanischen Jungferninseln konnte die Olympianormen des Weltverbandes erreichen. Über den Universalstartplatz nahm Eduardo Garcia am Marathon der Männer teil.
Laufen und Gehen
| Athleten       | Wettbewerb | Vorlauf | Vorlauf | Halbfinale | Halbfinale | Finale | Finale | Rang |
| Athleten       | Wettbewerb | Zeit    | Rang    | Zeit       | Rang       | Zeit   | Rang   | Rang |
| -------------- | ---------- | ------- | ------- | ---------- | ---------- | ------ | ------ | ---- |
| Männer         |            |         |         |            |            |        |        |      |
| Eduardo Garcia | Marathon   | —       | —       | —          | —          | DNF    | DNF    | DNF  |

### Schwimmen
| Athleten          | Wettbewerb     | Vorlauf     | Vorlauf | Halbfinale    | Halbfinale    | Finale        | Finale        | Rang |
| Athleten          | Wettbewerb     | Zeit        | Rang    | Zeit          | Rang          | Zeit          | Rang          | Rang |
| ----------------- | -------------- | ----------- | ------- | ------------- | ------------- | ------------- | ------------- | ---- |
| Frauen            |                |             |         |               |               |               |               |      |
| Natalia Kuipers   | 400 m Freistil | 4:33,46 min | 20      | —             | —             | ausgeschieden | ausgeschieden | 20   |
| Männer            |                |             |         |               |               |               |               |      |
| Maximilian Wilson | 100 m Rücken   | 54,49 s     | 27      | ausgeschieden | ausgeschieden | ausgeschieden | ausgeschieden | 27   |